# Saint-Christophe-en-Bourbonnais
Pour les articles homonymes, voir Saint-Christophe.
Saint-Christophe-en-Bourbonnais (Saint-Christophe jusqu'au 31 décembre 2022) est une commune française, située dans le département de l'Allier en région Auvergne-Rhône-Alpes. Elle fait partie de l'aire d'attraction de Vichy.

## Géographie

### Localisation
Saint-Christophe a une superficie de 2 802 hectares.
Saint-Christophe est rattachée au canton de Lapalisse et à l'arrondissement de Vichy, ville dont elle est distante de 16 km.

### Communes limitrophes
| Billezois             | Saint-Prix       | Le Breuil |
| Saint-Étienne-de-Vicq | Saint-Christophe | Isserpent |
|                       | Molles           |           |

### Géologie et relief
La partie sud de la commune en bordure de la montagne bourbonnaise est d'aspect vallonné alors que la partie nord, plus plane est plus favorable à l'agriculture. Le Mourgon (cours d'eau principal de la commune, long de 18 km) délimite ces deux parties.

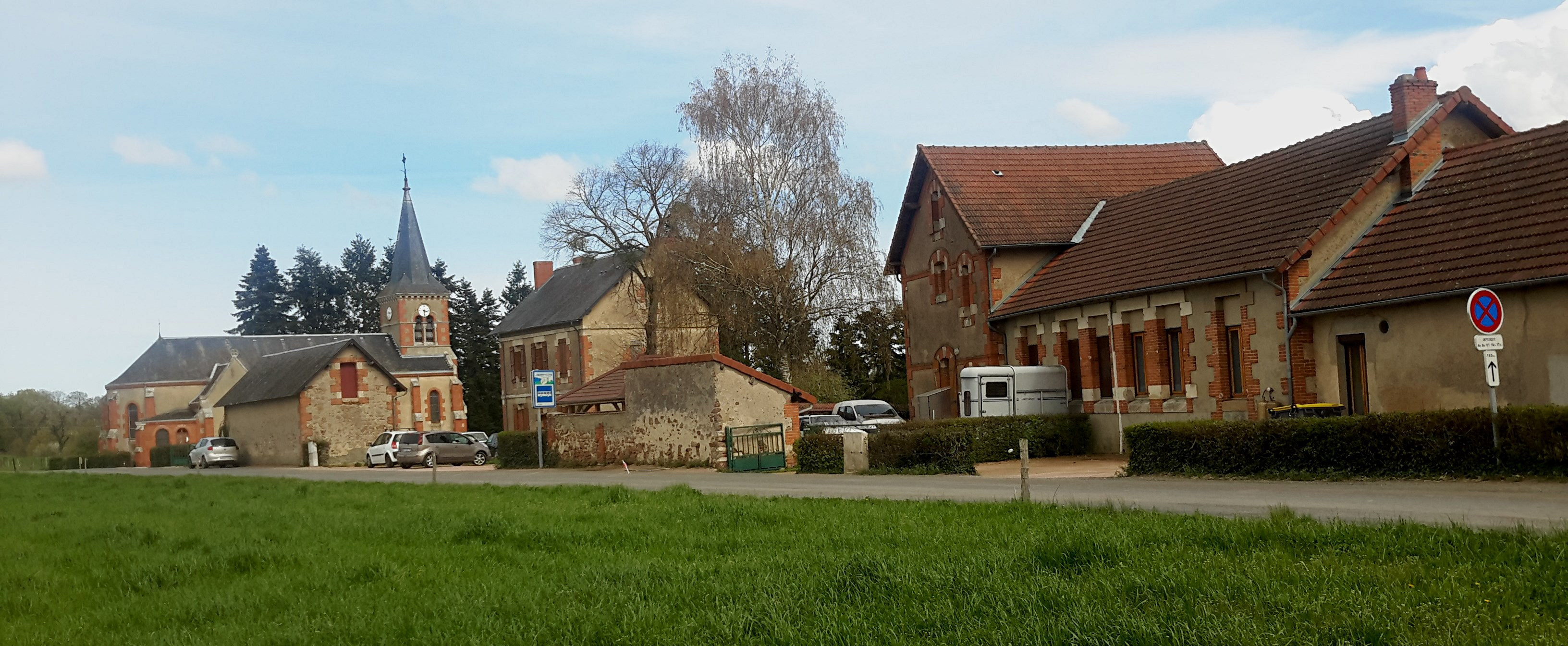
Vue générale.

### Transports
Le territoire communal est traversé par plusieurs routes départementales :
- la RD 25, au sud de la commune, reliant Cusset à Châtel-Montagne ;
- la RD 76, reliant le bourg à Saint-Étienne-de-Vicq ;
- la RD 123, reliant le bourg à Isserpent ;
- la RD 171, au nord, reliant Billezois à la RD 7 en direction du Mayet-de-Montagne ;
- la RD 208, reliant Lapalisse à Molles.

## Urbanisme

### Typologie
Au 1er janvier 2024, Saint-Christophe-en-Bourbonnais est catégorisée commune rurale à habitat très dispersé, selon la nouvelle grille communale de densité à 7 niveaux définie par l'Insee en 2022.
Elle est située hors unité urbaine. Par ailleurs la commune fait partie de l'aire d'attraction de Vichy, dont elle est une commune de la couronne,. Cette aire, qui regroupe 50 communes, est catégorisée dans les aires de 50 000 à moins de 200 000 habitants,.

### Occupation des sols

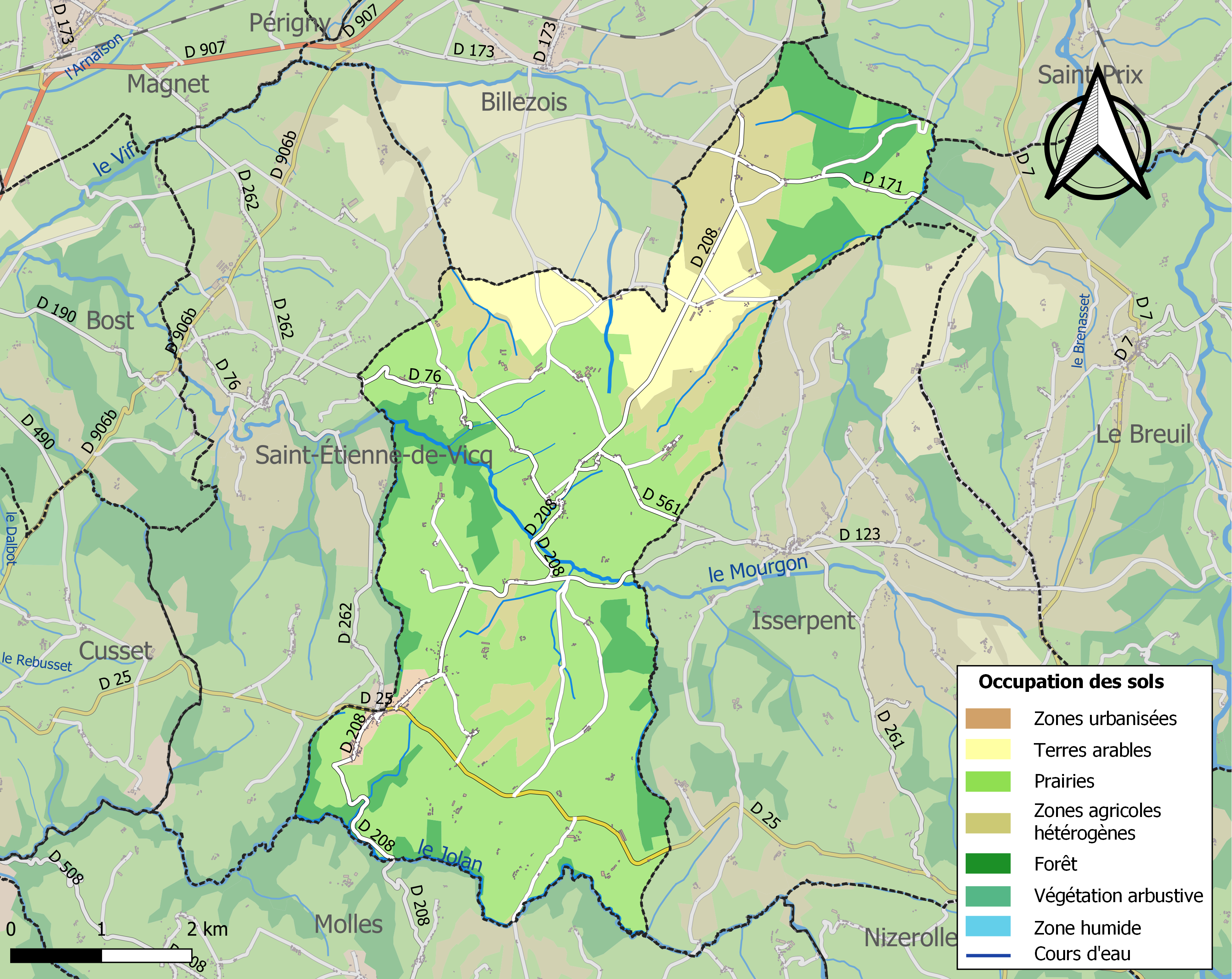
Carte des infrastructures et de l'occupation des sols de la commune en 2018 (CLC).

L'occupation des sols de la commune, telle qu'elle ressort de la base de données européenne d’occupation biophysique des sols Corine Land Cover (CLC), est marquée par l'importance des territoires agricoles (84,9 % en 2018), une proportion sensiblement équivalente à celle de 1990 (84,8 %). La répartition détaillée en 2018 est la suivante : 
prairies (62,8 %), forêts (14,1 %), zones agricoles hétérogènes (13,3 %), terres arables (8,7 %), zones urbanisées (1 %).
L'IGN met par ailleurs à disposition un outil en ligne permettant de comparer l’évolution dans le temps de l’occupation des sols de la commune (ou de territoires à des échelles différentes). Plusieurs époques sont accessibles sous forme de cartes ou photos aériennes : la carte de Cassini (XVIIIe siècle), la carte d'état-major (1820-1866) et la période actuelle (1950 à aujourd'hui).

## Histoire
Avant 1789, la commune faisait partie de l'ancienne province d'Auvergne.

## Politique et administration
| Période   | Période                      | Identité                     | Étiquette | Qualité                                               |
| --------- | ---------------------------- | ---------------------------- | --------- | ----------------------------------------------------- |
| 1788      | 1789                         | Mary Barge                   |           |                                                       |
| 1789      | 1793                         | Guillaume Viallefond         |           |                                                       |
| 1793      | 1796                         | Jean-Baptiste Croizier       |           |                                                       |
| 1796      | 1797                         | Jean-Claude Plantade Rabanon |           |                                                       |
| 1797      | 1799                         | Jean-Baptiste Croizier       |           |                                                       |
| 1799      | 1815                         | Jean-Claude Plantade Rabanon |           |                                                       |
| 1815      | 1816                         | Blaize Croizier              |           |                                                       |
| 1816      | 1818                         | Joseph Barthelot             |           |                                                       |
| 1818      | 1830                         | Gilbert Pénin                |           |                                                       |
| 1830      | 1835                         | Blaize Croizier              |           |                                                       |
| 1835      | 1839                         | Claude Gadet                 |           |                                                       |
| 1839      | 1848                         | Pierre-Jacques Givois        |           |                                                       |
| 1848      | 1855                         | Pierre Perrin                |           |                                                       |
| 1855      | 1860                         | Bouquet des Chaulx           |           |                                                       |
| 1860      | 1872                         | Pierre Perrin                |           |                                                       |
| 1872      | 1878                         | Hughes Bardet                |           |                                                       |
| 1878      | 1881                         | Odin Barge                   |           |                                                       |
| 1881      | 1885                         | August Bletterie             |           |                                                       |
| 1885      | 1887                         | Michel Auroux                |           |                                                       |
| 1887      | 1906                         | Auguste Bletterie            | Radical   | Conseiller général (1886-1906)                        |
| 1906      | 1929                         | Jean Carton                  |           |                                                       |
| 1929      | 1945                         | Augustin Chervet             |           |                                                       |
| 1945      | 1947                         | François Morlat              |           |                                                       |
| 1947      | 1971                         | Charles Perrichon            |           |                                                       |
| 1971      | 1977                         | Louis Hervier                |           |                                                       |
| mars 1977 | mars 2008                    | Alphonse Walraet             |           |                                                       |
| mars 2008 | En cours (au 8 juillet 2020) | Françoise Walraet            | DVD       | Retraitée de l'enseignement Réélue en 2014 et en 2020 |

## Population et société

### Démographie
L'évolution du nombre d'habitants est connue à travers les recensements de la population effectués dans la commune depuis 1793. Pour les communes de moins de 10 000 habitants, une enquête de recensement portant sur toute la population est réalisée tous les cinq ans, les populations de référence des années intermédiaires étant quant à elles estimées par interpolation ou extrapolation. Pour la commune, le premier recensement exhaustif entrant dans le cadre du nouveau dispositif a été réalisé en 2004.

En 2022, la commune comptait 431 habitants, en évolution de −10,02 % par rapport à 2016 (Allier : −1,38 %, France hors Mayotte : +2,11 %).
| 1793 | 1800 | 1806 | 1821 | 1831 | 1836 | 1841 | 1846 | 1851 |
| ---- | ---- | ---- | ---- | ---- | ---- | ---- | ---- | ---- |
| 557  | 550  | 379  | 705  | 574  | 692  | 664  | 704  | 681  |

| 1856 | 1861 | 1866 | 1872 | 1876 | 1881 | 1886 | 1891 | 1896 |
| ---- | ---- | ---- | ---- | ---- | ---- | ---- | ---- | ---- |
| 710  | 713  | 738  | 747  | 836  | 830  | 879  | 911  | 922  |

| 1901 | 1906 | 1911 | 1921 | 1926 | 1931 | 1936 | 1946 | 1954 |
| ---- | ---- | ---- | ---- | ---- | ---- | ---- | ---- | ---- |
| 911  | 887  | 809  | 804  | 782  | 808  | 769  | 745  | 721  |

| 1962 | 1968 | 1975 | 1982 | 1990 | 1999 | 2004 | 2006 | 2009 |
| ---- | ---- | ---- | ---- | ---- | ---- | ---- | ---- | ---- |
| 657  | 589  | 489  | 480  | 475  | 481  | 443  | 433  | 492  |

| 2014 | 2019 | 2022 | - | - | - | - | - | - |
| ---- | ---- | ---- | - | - | - | - | - | - |
| 481  | 441  | 431  | - | - | - | - | - | - |

### Enseignement
Saint-Christophe-en-Bourbonnais dépend de l'académie de Clermont-Ferrand. Elle gère une école maternelle publique.
Hors dérogations à la carte scolaire, les collégiens sont scolarisés à Lapalisse et les lycéens au lycée Albert-Londres, à Cusset.

## Culture locale et patrimoine

### Lieux et monuments
- Site de pêche à la mouche (réservoir des Bruyères).
- Deux églises du XIXe siècle :
  - Église Saint-Christophe de Saint-Christophe.
  - Église de la Bruyère.
- Le Manoir des Beys

### Personnalités liées à la commune
- Auguste Bletterie, maire de Saint-Christophe (élu en 1881), conseiller général radical du canton de Lapalisse (1886-1906), auteur de monographies d'histoire locale.

### Héraldique
| Blason de Saint-Christophe-en-Bourbonnais | Blason  | Parti : au 1er d'azur semé de fleurs de lys d'or, à la bande de gueules brochante, au 2e de sinople à saint Christophe portant l'enfant Jésus sur l'épaule d'argent. |
| Blason de Saint-Christophe-en-Bourbonnais | Détails | Armes parlantes. Le statut officiel du blason reste à déterminer. |